# N,N-Диэтил-п-фенилендиамин
N,N-диэти́л-п-фениле́ндиами́н (п-амино-N,N-диэтиланилин) — ароматическое органическое соединение, производное п-фенилендиамина с химической формулой (C2H5)2NC6H4NH2. Солянокислая и сернокислая соли N,N-диэтил-п-фенилендиамина применяются в фотографии как проявляющие вещества для цветного и чёрно-белого сверхмелкозернистого проявления.

## Физические и химические свойства
Светло-жёлтая жидкость с температурой кипения 261—262 °C. Растворима в воде, спирте, эфире.

## Получение
N,N-Диэтил-п-фенилендиамин получают путём восстановления 4-нитро-N,N-диэтиланилина водородом с использованием никеля Ренея в качестве катализатора в среде метанола.

## Применение
Соли N,N-диэтил-п-фенилендиамина: N,N-диэтил-п-фенилендиамин сульфат (ЦПВ-1 (СССР и Россия), Т-22, TSS (Agfa, Германия)) и N,N-диэтил-п-фенилендиамин гидрохлорид (CD-1, Eastman Kodak, США) — применяются как цветные проявляющие вещества в фотографии.

## Безопасность
Является аллергеном.